# Palace Theatre (Kilmarnock)

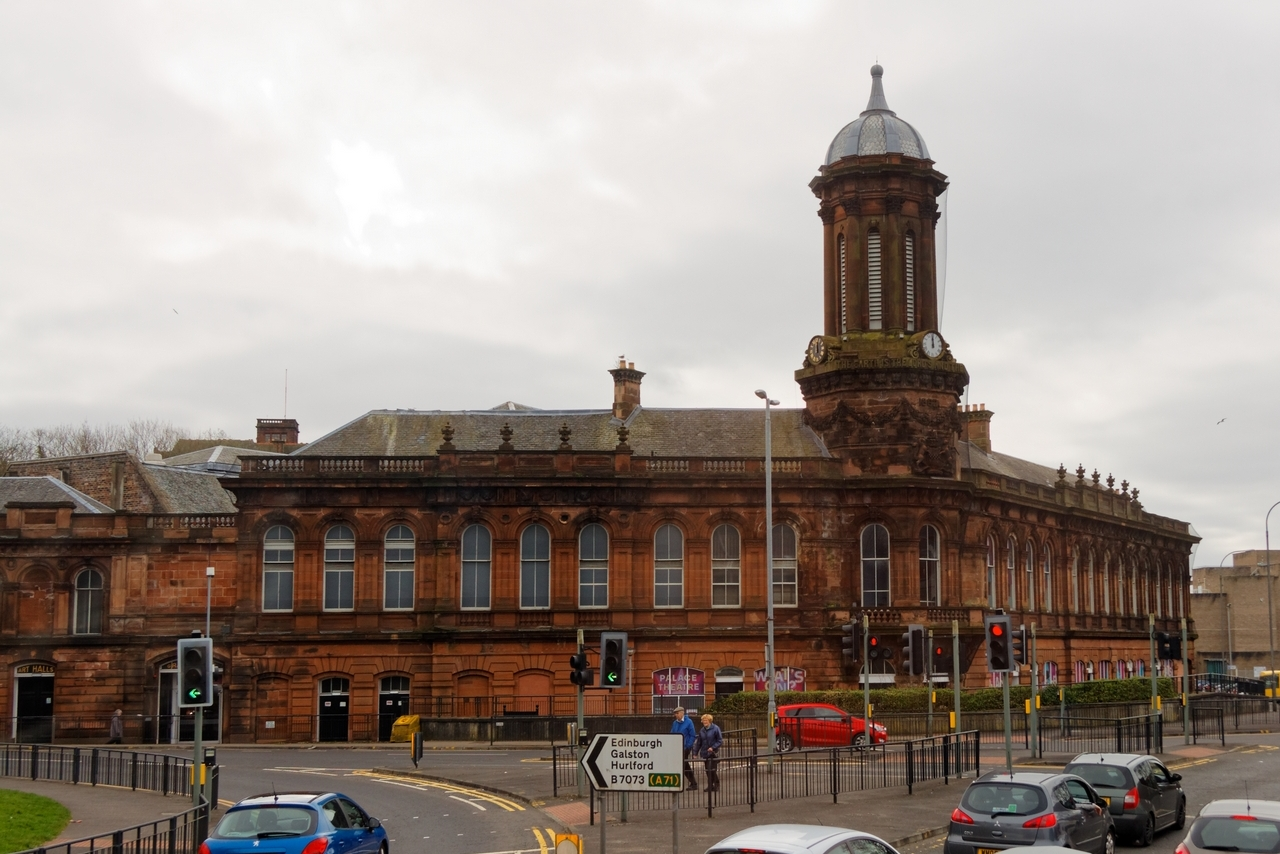
Palace Theatre

Das Palace Theatre ist ein Theatergebäude in der schottischen Stadt Kilmarnock in der Council Area East Ayrshire. 1980 wurde das Bauwerk in die schottischen Denkmallisten in der höchsten Denkmalkategorie A aufgenommen.

## Geschichte
Ursprünglich wurde das Gebäude als Markthalle für den Getreidehandel errichtet. Der Bau nach einem Entwurf des schottischen Architekten James Ingram wurde 1862 begonnen und im Folgejahr abgeschlossen. Es entstanden Gesamtkosten in Höhe von rund 6600 £, wobei 6000 £ aus der Wirtschaft und 600 £ aus öffentlichen Mitteln stammten. Letztere wurden offiziell zum Bau des Turms eingesetzt, welcher dem Tod des Prinzgemahls Albert gedenken soll. Ingrams Sohn Robert fügte 1886 einige Erweiterungen hinzu, darunter auch eine Bibliothek mit Lesesaal im Obergeschoss. 1947 wurde das Gebäude zu einer Gemeindehalle umgebaut. Der Architekt Gabriel Steel leitete die Arbeiten. Der Umbau zum Palace Theatre erfolgte in den 1980er Jahren.

## Beschreibung
Ingram entwarf ein Gebäude im Italianate-Stil. Der Sandsteinbau liegt an der Kreuzung zwischen Green Street und London Road im Zentrum Kilmarnocks. Entlang der Green Street ist das Gebäude 13 Achsen weit. Alle Öffnungen des zweistöckigen Gebäudes sind mit Rundbögen gestaltet, die im Erdgeschoss deutlich flacher sind als im Obergeschoss, wo sie mit Schlusssteinen gestaltet sind. Pilaster flankieren die Fenster im Obergeschoss, das ein Gurtgesims optisch abtrennt. Im Erdgeschoss läuft außerdem ein Zierband aus bossiertem Sandstein um. Eine Balustrade ziert das abschließende Walmdach.
Der vierstöckige Albert Tower erhebt sich von der Nordwestecke. Der oktogonale Turm steht im stilistischen Einklang mit der restlichen Gebäudearchitektur und ist ebenfalls mit Gurtgesimse und Rundbogenfenstern gestaltet. Wuchtige Kragsteine tragen den Balkon im ersten Obergeschoss. Die Schlusssteine der drei dortigen Fenster zeigen mittig den Prinzgemahl Albert, links Lord Clyde und rechts Sir James Shaw. Das ansonsten schmucklose dritte Geschoss zeigt das Wappen des Burghs Kilmarnock. Entlang der London Road ist das Gebäude neun Achsen weit und ist stilistisch dem restlichen Bauwerk angepasst. Verschiedene Rundbögen im Erdgeschoss sind blind. Links schließt der acht Achsen weite Anbau von Robert Ingram aus dem Jahre 1886 an.